# Livendula aristus
Livendula aristus is een vlindersoort uit de familie van de prachtvlinders (Riodinidae), onderfamilie Riodininae.
Livendula aristus werd in 1790 beschreven door Stoll.